# Сведберг, Хайди
Ха́йди Све́дберг-Хо́лахэн (англ. Heidi Swedberg-Holahan; 3 марта 1966, Гонолулу, Гавайи, США) — американская актриса и музыкант.

## Биография
Хайди Сведберг родилась 3 марта 1966 года в Гонолулу (штат Гавайи, США). Окончила школу Сэндиа в Альбукерке.

## Карьера
Хайди снимается в кино с 1989 года. Наиболее известна по роли в сериале «Сайнфелд» (1992—1997).
Вместе с группой «The Sukey Jump Band» выпустила два альбома: «PLAY!» (2009) и «My Cup of Tea» (2013).

## Личная жизнь
С 1994 года Хайди замужем за режиссёром, оператором и сценаристом Филипом Холахэном. У супругов есть двое дочерей.

## Избранная фильмография
| Год       |   | Русское название                       | Оригинальное название         | Роль             |
| --------- | - | -------------------------------------- | ----------------------------- | ---------------- |
| 1989      | ф | Страна                                 | In Country                    | Доун             |
| 1990      | ф | Слишком много солнца                   | Too Much Sun                  | сестра Агнес     |
| 1990      | ф | Добро пожаловать домой, Рокси Кармайкл | Welcome Home, Roxy Carmichael | Андреа Стайн     |
| 1991      | ф | Горячие головы!                        | Hot Shots!                    | Мэри Томпсон     |
| 1992—1997 | с | Сайнфелд                               | Seinfeld                      | Сьюзан Росс      |
| 1996      | ф | Близко к сердцу                        | Up Close and Personal         | Шейла            |
| 1999      | ф | В поисках Галактики                    | Galaxy Quest                  | мама Брэндона    |
| 2002      | с | Скорая помощь                          | ER                            | Робин Тёрнер     |
| 2006      | с | Без следа                              | Without a Trace               | Лора Ворт        |
| 2008      | с | Кости                                  | Bones                         | Элис Эллиот      |
| 2009      | с | Волшебники из Вэйверли Плэйс           | Wizards of Waverly Place      | мисс Мейджорхили |
| 2010      | с | Сестра Готорн                          | Hawthorne                     | Оливия Максвелл  |